# Andryala atlanticola
Andryala atlanticola là một loài thực vật có hoa trong họ Cúc. Loài này được H.Lindb. mô tả khoa học đầu tiên năm 1932.